# Operation „Y“ und andere Abenteuer Schuriks
Operation „Y“ und andere Abenteuer Schuriks (Originaltitel: Операция „Ы“ и другие приключения Шурика, Operazija „Y“ i drugije prikljutschenija Schurika) ist eine sowjetische Filmkomödie unter der Regie von Leonid Gaidai aus dem Jahr 1965. In den Hauptrollen spielen Alexander Demjanenko, Alexei Smirnow, Natalja Selesnjowa, Juri Nikulin, Georgi Wizin und Jewgeni Morgunow.
Der Film setzt sich aus drei unabhängigen Episoden zusammen: „Arbeitskollege“ (Напарник, Naparnik), „Sinnestäuschung“ (Наваждение, Nawaschdenije) und „Operation „Y““ (Операция „Ы“, Operazija „Y“). Die Handlung folgt den Abenteuern von Schurik, einem naiven und nerdigen sowjetischen Studenten, der oft in skurrile Situationen gerät, aber immer einen sehr eleganten Ausweg findet.

## Handlung

### Episode „Arbeitskollege“
In einem Bus nimmt Fedja, ein Rowdy und Trunkenbold, einen für Kinder und Behinderte reservierten Platz ein und weigert sich einer jungen schwangeren Frau Platz zu machen, da sie „weder ein Kind hat noch behindert ist“. Schurik, der im selben Bus sitzt, setzt eine Sonnenbrille auf und gibt vor, sehbehindert zu sein. Als Fedja gedrängt wird, ihn auf seinem Platz sitzen zu lassen, bietet Schurik der schwangeren Frau den Sitz an. Fedja ist wütend darüber, dass er getäuscht wurde, und gerät in einen Streit mit Schurik. Daraufhin wird Fedja verhaftet und zu 15 Tagen gemeinnütziger Arbeit verurteilt. Ironischerweise wird er zur Verbüßung seiner Strafe auf dieselbe Baustelle geschickt, auf der Schurik in Teilzeit arbeitet. Der Bauleiter teilt sie in die gleiche Arbeitsgruppe ein. Fedja macht seine Arbeit nicht richtig, schikaniert Schurik und plant, sich an dem jungen Studenten zu rächen. Als Schurik schließlich zurückschlägt, verwickeln sich die beiden in eine Art Tom-und-Jerry-Verfolgungsjagd über die ganze Baustelle, wobei sie Baugeräte und verschiedene Materialien als Waffen verwenden. Am Ende wird Fedja von Schurik überwältigt und umerzogen.

### Episode „Sinnestäuschung“
Es ist Zeit für die Sommerprüfungen an der Universität, und alle pauken für die Prüfungen. Schurik sucht – wie alle anderen – verzweifelt nach Vorlesungsnotizen und sieht sie schließlich in den Händen eines Mädchens in der Straßenbahn, Lida, einer Studentin an derselben Universität. Während Schurik ihr folgt und dabei die Notizen über ihre Schulter liest, sind beide so sehr in die Lektüre vertieft, dass Lida nie aufschaut und annimmt, dass Schurik eine ihrer Kommilitoninnen ist. Sie sehen einander nie an und sprechen nicht miteinander, woraufhin eine Art humorvoller Pantomime folgt.
Sie gehen in die Wohnung des Mädchens und lernen dort weiter, essen gleichzeitig einen Snack und ruhen sich aus. Währenddessen zieht das Mädchen ihre Kleidung aus – immer noch, ohne sich der Identität des anderen bewusst zu sein. Nachdem beide zur Universität zurückgekehrt sind, lenkt eine Kommilitonin Schurik von Lidas Notizen ab und er verliert Lida aus den Augen. Nachdem er die Prüfung erfolgreich bestanden hat, wird er Lida von einem gemeinsamen Freund vorgestellt. Schurik erkennt Lida nicht wieder, ist aber von ihr verzaubert. Er geht mit ihr nach Hause und findet sich nach einem amüsanten Zwischenfall mit einem Hund, der zu den Nachbarn von Lida gehört, wieder in ihrer Wohnung wieder, wo er das Gefühl hat, schon einmal dort gewesen zu sein (Déjà-vu). Er kann erraten, wo all die Sachen sich befinden, und alle „Gegenstände, Gerüche und Geräusche“ erscheinen ihm vertraut. Lida geht davon aus, dass er ein Telepath sein könnte und eine Fähigkeit zur Präkognition besitzt. Sie sagt ihm, er solle ihren Wunsch erraten, den sie auf ein Blatt Papier geschrieben hat: „Finde den Teddybären“. Schurik küsst sie dann. Obwohl er den Wunsch nicht erraten hat, ruft der Kuss bei beiden romantische Gefühle hervor, und sie beschließen, sich nach der nächsten Prüfung wieder zu treffen.
Währenddessen versucht ein anderer Student, sich durch seine Physikprüfung zu mogeln, indem er ein verstecktes Funkgerät benutzt, um mit einem anderen Studenten zu kommunizieren. Um seine Apparatur zu verstecken, muss er sich aber auf absurde Weise verkleiden. Zunächst erregt er die Aufmerksamkeit des Professors, der einige Begriffe aus der Funksprache von ihm hört, der Student scheint aber damit durchzukommen. Der Professor entdeckt jedoch prompt einen Funkempfänger in seiner Tasche, hört, wie der Betrüger ihn als „Idiot“ bezeichnet, und aktiviert dann einen Störsender, bevor er sich dem Studenten nähert und seine Tarnung auffliegen lässt. Beide lachen über die Verkleidung, und der Student erhält die Note „ungenügend“ für die Prüfung.

### Episode „Operation „Y““
Ein Lagerhausmanager möchte seinen Diebstahl vertuschen und heuert drei Kleinkriminelle mit den Spitznamen „Idiot“ (Балбес), „Feigling“ (Трус) und „Profi“ (Бывалый) an, um einen Einbruch zu inszenieren. Ihr ausgeklügelter Plan geht schief, als Schurik von seiner Vermieterin, einer älteren Frau, die normalerweise das Lagerhaus bewacht, gebeten wird, während ihrer Schicht auf ihre Enkelin aufzupassen. Sobald sich herausstellt, dass das Babysitten ihm zu viel ist, werden die Rollen umgetauscht: Schurik bewacht das Lagerhaus, während sie sich um das Kind kümmert. Überrascht schafft „Feigling“ es nicht, den Wächter wie geplant mit einem in Chloroform getränkten Taschentuch zu neutralisieren, und legt sich stattdessen schlafen. Höhepunkt der Handlung ist die „Lagerhausschlacht“, in der Schurik und die Kriminellen mit verschiedenen improvisierten Waffen wie Musikinstrumenten und Rapieren kämpfen. Die Episode endet damit, dass eine beunruhigte Frau im Lagerhaus ankommt und Schurik und das Trio auf dem Boden liegend und schlafend vorfindet: „Feigling“, der zuvor ohnmächtig geworden war, „Idiot“ und „Profi“, die von Schurik „unschädlich gemacht“ wurden, und Schurik selbst, der eingeschlafen ist, nachdem er sich versehentlich mit dem in Chloroform getränkten Taschentuch das Gesicht abgewischt hatte. 

## Produktion
Der Film wurde in Leningrad und Moskau (in den Mosfilm-Pavillons, im Stadtteil Swiblowo und in der Nähe der Staatlichen Universität Moskau) sowie in Odessa und Jalta gedreht. Die Dreharbeiten begannen am 27. Juli 1964. Im Oktober verhinderte das schlechte Wetter in Moskau die Fertigstellung der Außenaufnahmen, so dass die Dreharbeiten nach Odessa verlegt wurden. Am 22. November waren die Dreharbeiten abgeschlossen. Der Rest der Szenen wurde in Moskau und Leningrad gedreht. Durch Schneemangel war es sehr schwierig, die dritte Episode mit dem Einbruch in ein Lagerhaus in einer verschneiten Winternacht zu drehen. Im Frühjahr 1965 war die Montage des Films weitgehend fertig. Anfang April wurden einige fehlende Außenaufnahmen in Jalta gefilmt.
Die Handlung des Films basiert lose auf einem von Moris Slobodskoi und Jakow Kostjukowski geschriebenen Drehbuch mit dem Titel Несерьёзные истории; es bestand aus zwei Romanen über die komischen Abenteuer des jungen, unbeholfenen, aber sehr anständigen Studenten Wladik Arkow. Die Figur des guten Helden war in der damaligen sowjetischen Kunst beliebt, so dass der Regisseur Gaidai beschloss, dieser Tendenz bei seinem nächsten Film zu folgen. Die Handlung wurde für den Film geändert und ein dritter Roman, Operation „Y“, wurde geschrieben.
Mehr als hundert Schauspieler wurden für die Rolle des Studenten Wladik getestet, aber Gaidai war mit keinem von ihnen zufrieden. Er hatte seine eigene Persönlichkeit für die Figur im Sinn und deshalb wurde Wladik im Drehbuch auch äußerlich als eine Kopie von Gaidai ausgestaltet. Als Gaidai zum ersten Mal ein Foto von Alexander Demjanenko sah, bemerkte er die Ähnlichkeit mit sich selbst. Als er ihn dann persönlich traf, glaubte er, dass der bescheidene Demjanenko mit Brille in der Lage wäre, den unbeholfenen, naiven und ehrlichen Studenten darzustellen.
Vor den Dreharbeiten wurde beschlossen, Alexanders Haare von braun auf blond zu färben. Jahre später erinnerte sich seine Frau Ljudmila Akimowna: „Seine Haare wurde bis aufs Letzte gefärbt, bis Blasen auf seiner Haut auftraten. Die Färbungen waren damals schrecklich. Es ist gut, dass Saschas Haare so dick waren, so dass er trotz aller Experimente keine Glatze bekam.“
Ursprünglich hieß die Hauptfigur „Wladik“ (kurz für „Wladislaw“). Später beschloss der Regisseur die Figur nach dem Schauspieler zu benennen („Schurik“ ist, wie auch „Sascha“, eine Kurzform des Namens „Alexander“).
Nach einer Vorprüfung des Films verrissen die Kritiker des Kunstrats die Schauspielkünste von Morgunow und Wizin, aber lobten die Schauspielerei von Nikulin. Der Kunstrat verlangte, dass die Szenen, in denen Alexei Smirnow als Schwarzer auftritt, herausgeschnitten wurden. Es wurden jedoch keine Änderungen vorgenommen.

## Veröffentlichung
Operation „Y“ und andere Abenteuer Schuriks kam am 23. Juli 1965 in die Kinos der Sowjetunion. Der Film wurde von einer damaligen Rekordzahl von Zuschauern in der Geschichte des sowjetischen Kinos besucht; 69,6 Millionen Menschen sahen den Film.
Die Erstausstrahlung im 2. Programm des Fernsehens der DDR erfolgte am 29. Juli 1976.
Im Jahr 2001 wurde vom russischen Label RUSCICO eine DVD-Ausgabe mit deutschen Untertiteln veröffentlicht.

## Rezeption
Das Lexikon des internationalen Films beschrieb Operation „Y“ und andere Abenteuer Schuriks als eine „Komödie, die – nicht ohne pädagogischen Unterton – allzumenschliche Schwächen aufs Korn nimmt.“